# Manca Špik
Manca Špik, slovenska pevka, * 17. september 1980, Kranj.

## Življenje in delo
Rojena je bila v Kranju, odraščala pa je na Bohinjski Beli. Leta 2003 je zmagala na Prvem glasu Gorenjske in tam spoznala avtorja in glasbenega producenta Raayja. Pridružila se je njegovi skupini R'n'B Wannabes, s katero je nastopila na večeru mladih Melodij morja in sonca 2003, kjer so zasedli prvo mesto. Po tem je pričela s študijem slovenskega ter hrvaškega, srbskega in makedonskega jezika s književnostmi na Filozofski fakulteti v Ljubljani in se začela ukvarjati s snemanjem studijskih spremljevalnih vokalov za številne slovenske izvajalce. Že naslednje leto je kot spremljevalna pevka Natalije Verboten, Maje Slatinšek in Žane nastopila na Emi.
Kot samostojna izvajalka se je prvič predstavila na Melodijah morja in sonca 2005 z Raayjevo pesmijo »Solze z neba«. Na tem festivalu je slavila dve leti pozneje s pesmijo »Baila, baila, baila«. Dvakrat je prejela nagrado za najboljšo izvedbo (2005 in 2018). Na Slovenski popevki je prvič nastopila leta 2007 (»Vse to je moj svet«) in zasedla drugo mesto, enako uspešna je bila tudi leta 2013 s pesmijo »To so te reči«, za katero je glasbo napisala sama. Eme se je udeležila trikrat, najbližje zmagi (četrta) je bila leta 2010 s »Tukaj sem doma«. Med letoma 2012 in 2014 je pela v hišnem bandu oddaje Moja Slovenija. Leta 2012 je izdala svoj albumski prvenec Iz prve roke. Leta 2014 (Tinkara Kovač, Kopenhagen) in 2015 (Maraaya, Dunaj) se je kot spremljevalna pevka udeležila Pesmi Evrovizije.
Leta 2016 je komaj tri mesece po porodu hčerke ponovno nastopila na Melodijah morja in sonca, tokrat v duetu s Kvatropirci  (»Pesem«). Prejeli so največ točk tako od občinstva v Avditoriju kot od telefonskega glasovanja (v skupnem seštevku pa so pristali na 3. mestu), zaradi česar jim je založba Menart, pri kateri je pesem izšla, podelila »veliko nagrado občinstva«. Decembra je z Isaacom Palmo posnela duet »Oba«, ki je postal spletna uspešnica, saj je v manj kot pol leta dosegel štiri milijone ogledov na Youtubu. Februarja 2017 je izdala istoimenski album Oba s pesmimi, ki so v preteklih letih izšle zgolj kot singli. Tretji album Le enkrat se živi je sledil leta 2022.
20-letnico prvega festivalskega nastopa (t. j. nastopa in zmage na Prvem glasu Gorenjske) bo obeležila z velikim koncertom z gosti v Festivalni dvorani na Bledu.
V svoji karieri je sodelovala z različnimi avtorji, npr. Matjažem in Uršo Vlašič, Andrejem Babićem, Martinom Štibernikom, Rokom Lunačkom, največ pa z Raayem. Glasbo (in besedila) piše tudi sama (»Ljubezenska puščica«, »Daj, prepusti se«, »Ni skrbi«, »To so te reči« in druge).

## Nastopi na glasbenih festivalih

### Prvi glas Gorenjske
- 2003: nagrada strokovne žirije[4]

### Melodije morja in sonca
- 2005: »Solze z neba« – 3. mesto; nagrada za najboljšo izvedbo
- 2006: »Marinero« – 2. mesto; nagrada za najboljšo skladbo v celoti
- 2007: »Baila, baila, baila« − 1. mesto
- 2013: »Ni skrbi« − 9. mesto
- 2016: »Pesem« (s Kvatropirci) – 3. mesto
- 2018: »Kjer pomol poljubi morje« – 2. mesto; nagrada za izvedbo

### Slovenska popevka
- 2007: »Vse to je moj svet« – 2. mesto
- 2009: »Poljub za lahko noč« – 3. mesto
- 2013: »To so te reči« – 2. mesto
- 2018: »Kot bi te kdo ustvaril po meni«

### EMA
- 2008: »Še vedno nekaj čutim« (Raay / Urša Vlašič) – 9. mesto
- 2009: »Zaigraj, muzikant« (Matjaž Vlašič / Urša Vlašič) – 5. mesto
- 2010: »Tukaj sem doma« (Andrej Babić / Feri Lainšček) – 4. mesto

## Diskografija

### Albumi
- Iz prve roke (Založba Špik, 2012)
- Oba (Nika Records, 2017)
- Le enkrat se živi (Nika Records, 2022)

### Nefestivalski singli 2005−2013
| Leto | Pesem                               | Uradni videospot |
| ---- | ----------------------------------- | ---------------- |
| 2005 | Hišica iz kart                      | ✓                |
| 2006 | Poljub v slovo                      |                  |
| 2006 | Božič je za vse (z Miranom Rudanom) |                  |
| 2007 | Zvezala bi si krila                 | ✓                |
| 2008 | Que sera, sera                      | ✓                |
| 2008 | Le da je ob tebi                    |                  |
| 2009 | Moj edini                           | ✓                |
| 2010 | Stereo naboj                        | ✓                |
| 2011 | Žensko srce                         |                  |
| 2012 | Ljubezenska puščica                 | ✓                |
| 2013 | Iz prve roke                        | ✓                |
| 2013 | Baje                                |                  |

Videospota je posnela tudi za pesmi "Marinero" (2006) in "Baila, baila, baila" (2007).

### Radijski singli 2016–2022
| 2016 | Pesem (s Kvatropirci)                           | 7.  | ✓ | ✓ | Oba               |
| 2016 | Življenje je ples (Rok Ferengja ft. Manca Špik) | 10. | ✓ | ✓ | Oba               |
| 2016 | Oba (z Isaacom Palmo)                           | 4.  | ✓ | ✓ | Oba               |
| 2017 | Prijatelj (s Poskočnimi)                        | 19. | ✓ | ✓ | Le enkrat se živi |
| 2018 | Kjer pomol poljubi morje                        | 20. | ✓ | ✓ | Le enkrat se živi |
| 2018 | Limonada (z Dejanom Vunjakom)                   | 23. | ✓ | ✓ | Le enkrat se živi |
| 2018 | Kot bi te nekdo ustvaril po meni                | –   |   |   | Le enkrat se živi |
| 2019 | Po tebi mi diši ljubezen (z Isaacom Palmo)      | 17. | ✓ | ✓ | Le enkrat se živi |
| 2019 | Bela barka (z Erosi)                            | 24. | ✓ | ✓ | Le enkrat se živi |
| 2019 | Serenada                                        | 19. | ✓ | ✓ | Le enkrat se živi |
| 2020 | Nocoj                                           | 18. | ✓ | ✓ | Le enkrat se živi |
| 2020 | Tiho potiho (z Gadi)                            | –   | ✓ | ✓ | Le enkrat se živi |
| 2021 | Na valentinovo (z Rokom Piletičem)              |     | ✓ | ✓ | Le enkrat se živi |
| 2022 | Le enkrat se živi                               |     | ✓ | ✓ | Le enkrat se živi |
| 2022 | Res sem te ljubila                              |     |   | ✓ | —                 |

### Radijski singli od leta 2023
- 2023: Rekel si